# Yasaman Aryani
Yasaman Aryani (nascuda al segle XX) és una activista política iraniana, defensora dels drets humans i de la dona.

## Trajectòria
L'agost de 2018 va ser arrestat en una protesta a Teheran amb altres activistes, mentre assistia a una dona vella que la policia havia tirat a terra. Acusada de «pertorbar l'ordre públic», va ser condemnada a un any de reclusió a la presó d'Evin. Segons els Estats Units d'Amèrica, a la presó d'Evin s'han comès «greus abusos dels drets humans» contra dissidents polítics i crítics amb el govern.
Quan va ser alliberada el febrer de 2019 va denunciar que la seva posada en llibertat anticipada responia a un «espectacle» del govern iranià que intentava promoure una imatge positiva a la comunitat internacional.
El 8 de març de 2019, ella i la seva mare van pujar a un tren només per a dones al metro de Teheran i cap d'elles portava mocador al cap. L'abril de 2019, Aryani i la seva mare van ser arrestades en relació amb el vídeo (a la dreta) que se'l van fer en un tren sense hijab. Al vídeo, Aryani va parlar de les seves esperances en un futur en què les dones serien lliures de triar el que porten, «jo sense el hijab i tu amb el hijab». Després que una versió del vídeo es convertís en viral, Aryani va ser arrestada i acusada d'«incitar i facilitar la corrupció i la prostitució» mitjançant la promoció del «desvelament». Aryani i la seva mare van ser condemnades a 16 anys de presó. El 29 de juliol de 2019, juntament amb altres tres preses polítiques de la presó de Qarchak, va ser brutalment atacada per preses comunes, incitades per funcionaris de presó, una pràctica que succeeix sovint en aquest centre penitenciari contra presos de consciència. Segons l'organització Nobel Women's Initiative, Aryani s'ha enfrontat a «condicions de malson a la presó... ha estat reclosa en aïllament, li han denegat les trucades de la família i amenaçada amb la detenció d'altres membres de la família si no es posa davant de la càmera, mostra 'penediment' per haver-se deixat influir per 'agents estrangers'». Amnistia Internacional fa campanya pel seu alliberament.